# Herbstviereck

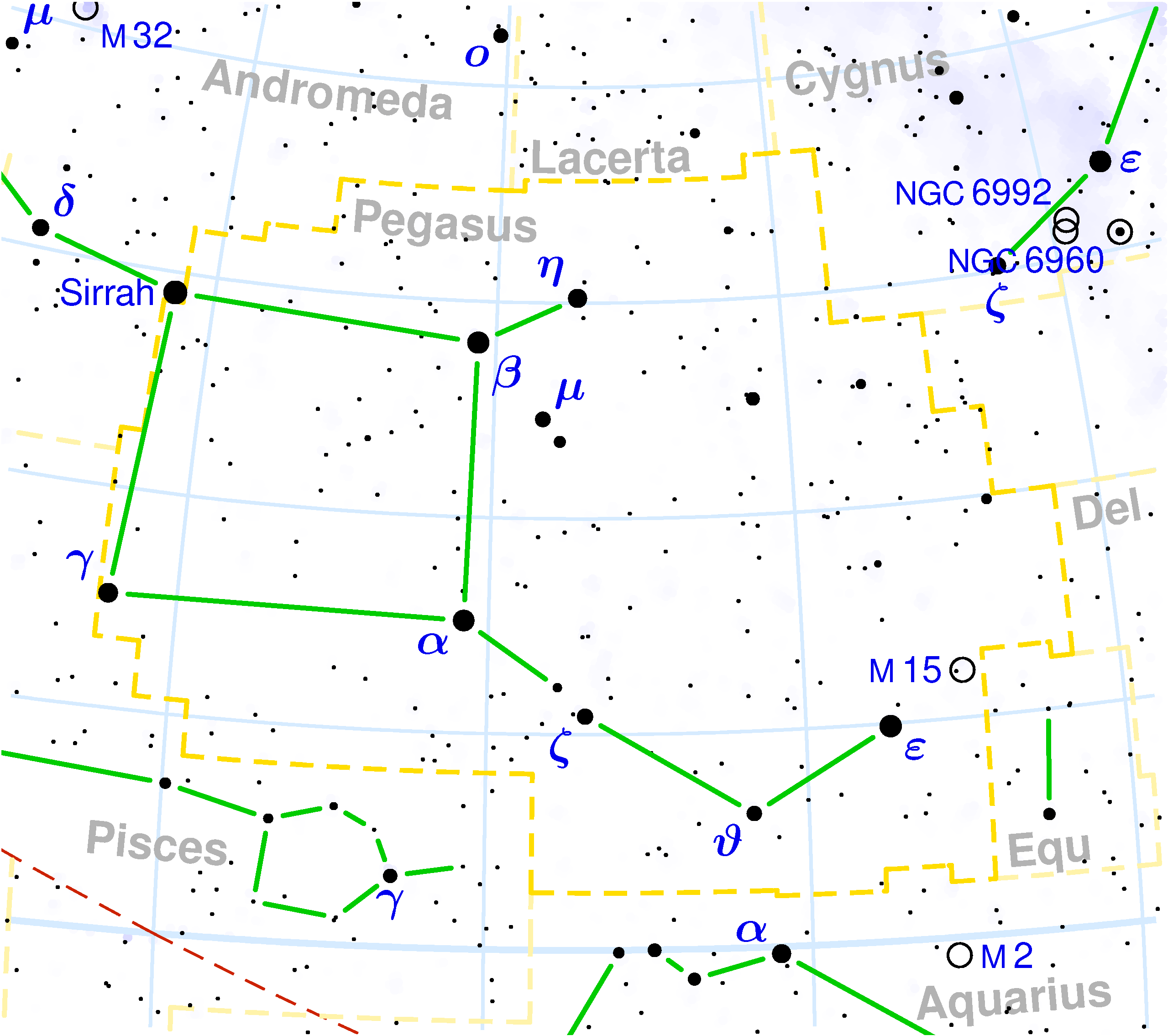
Sternbild Pegasus mit Herbstviereck

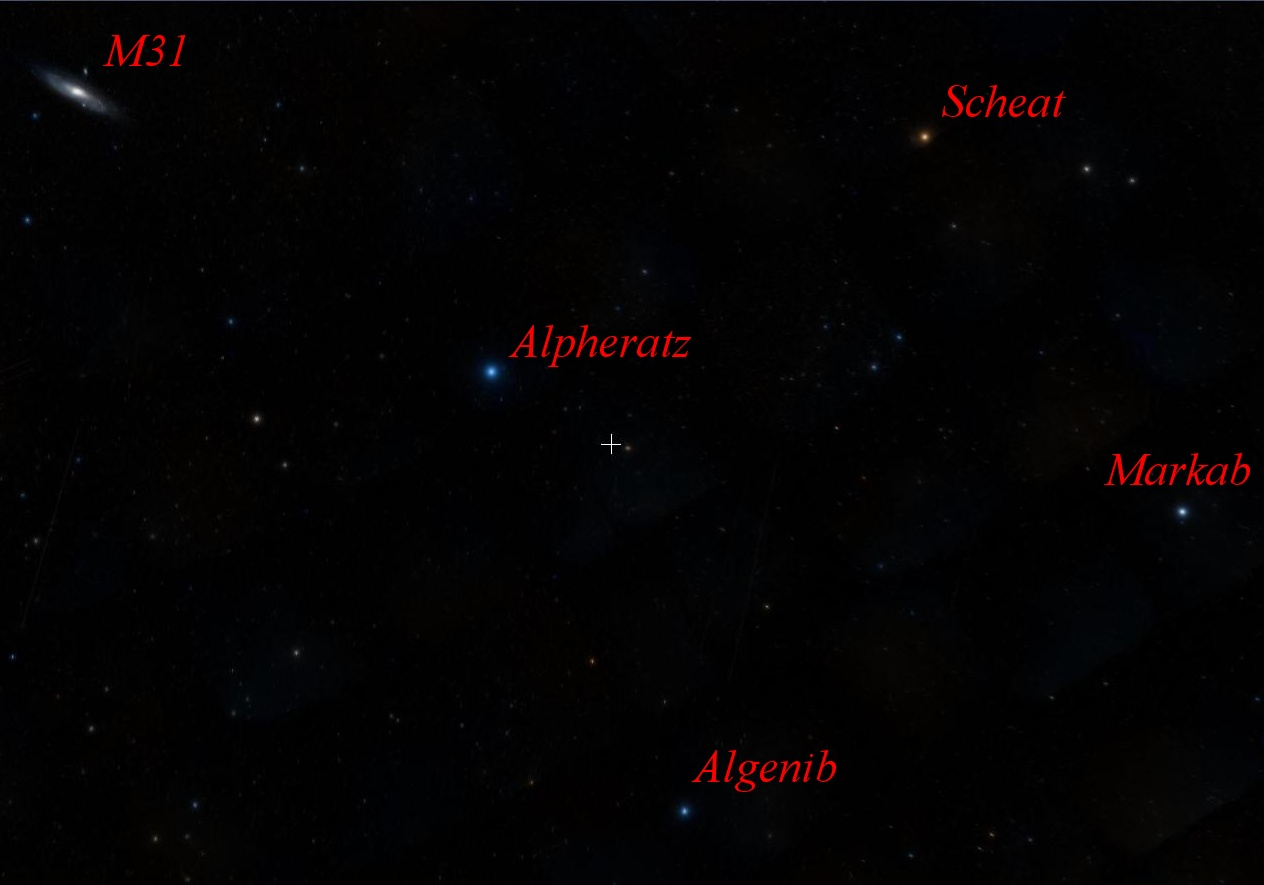
Himmelsaufnahme des Herbstvierecks, links oben die Andromedagalaxie (M 31)

Das Herbstviereck ist kein eigenständiges Sternbild, jedoch eine auffällige, nahezu quadratische Konstellation aus vier hellen Sternen 2. Größe. Es liegt etwa 20° nördlich des Himmelsäquators. Das Viereck besteht aus den Sternen Scheat, Markab, Algenib und Sirrah (auch Alpheratz genannt), von denen die ersten drei die Hauptsterne des Pegasus sind. Das Herbstviereck ist bereits am sommerlichen Abendhimmel im Nordosten zu sehen und steigt bis zum Herbstbeginn höher, bis es im November hoch im Süden steht. In der Abenddämmerung Ende Februar verschwindet es dann im Nordwesten. 
Bis auf Sirrah, der zum Sternbild Andromeda gehört, sind alle Sterne Mitglieder des Sternbildes Pegasus, so dass das Herbstviereck auch Pegasusquadrat genannt wird.
Die linke (östliche) Seite des Quadrats zeigt nach Süden zum Frühlingspunkt und liegt daher fast im "Nullmeridian" des Himmels (RA = 0). Die nördliche Seite setzt sich nach links in der Fünfsternreihe fort. Die Begriffe Herbstviereck und Fünfsternreihe wurden in den 1920er-Jahren von Oswald Thomas geprägt und haben sich durch seine Bücher und Sternführungen, fortgeführt von Hermann Mucke, in der deutschsprachigen Amateurastronomie etabliert.